# Massaker von Tykocin

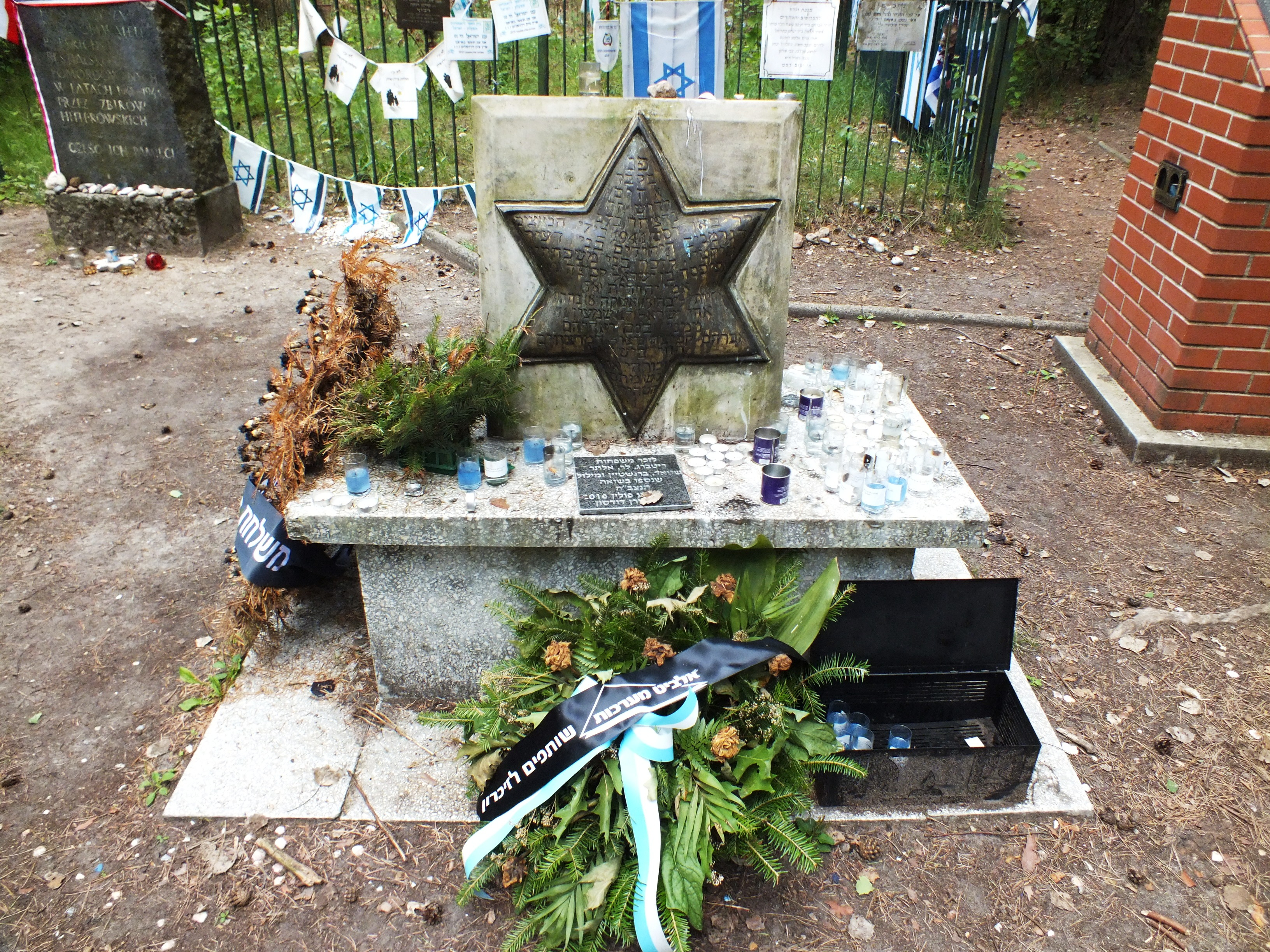
Denkmal zum Gedenken an das Massaker im Wald bei Łopuchowo

Das Massaker von Tykocin ereignete sich am 25./26. August 1941 während des Zweiten Weltkriegs, als die lokale jüdische Bevölkerung von Tykocin (Polen) von einem deutschen Einsatzkommando ermordet wurde.

## Ablauf
Die Stadt Tykocin wurde von den Nationalsozialisten während der sowjetischen und deutschen Invasion in Polen gemäß dem Molotow-Ribbentrop-Pakt erobert. Ende September 1939 wurde das Gebiet von den Nationalsozialisten gemäß dem deutsch-sowjetischen Grenzvertrag an die Sowjetunion übergeben. Im Juni 1941 wurde die Stadt von den Deutschen beim Unternehmen Barbarossa, dem Überfall der Wehrmacht auf die Sowjetunion, eingenommen.
Mitglieder der Nationalen Demokratie (polnisch Narodowa Demokracja, nach den Anfangsbuchstaben auch Endecja genannt), eine polnische nationalistische, konservative und antisemitische Bewegung, hatten bereits im Vorfeld die jüdische Bevölkerung angegriffen und ihr Hab und Gut geplündert. Sie betätigten sich als willige Helfer bei den nachfolgenden Aktionen der Nationalsozialisten. Obwohl in Tykocin kein Ghetto eingerichtet wurde, waren die Juden von Tykocin fast verhungert. Die polnische Polizei verbot jeglichen Kontakt zwischen Juden und Polen, so dass es unmöglich war, Lebensmittel zu kaufen. Diese Situation wurde im Juli 1941 noch ernster, als Flüchtlinge aus dem nahe gelegenen Jedwabne und Wizna ankamen. Diese erzählten von der Ermordung von Hunderten von Juden in diesen Städten durch Deutsche und Polen.
Fünf deutsche Polizisten erschienen am 16. August 1941 in Tykocin und gaben vor, gekommen zu sein, um die Juden vor ihren polnischen Angreifern zu schützen. Sie befahlen den Polen sogar, das den Juden gestohlene Eigentum zurückzugeben, um ihr Vertrauen zu gewinnen.

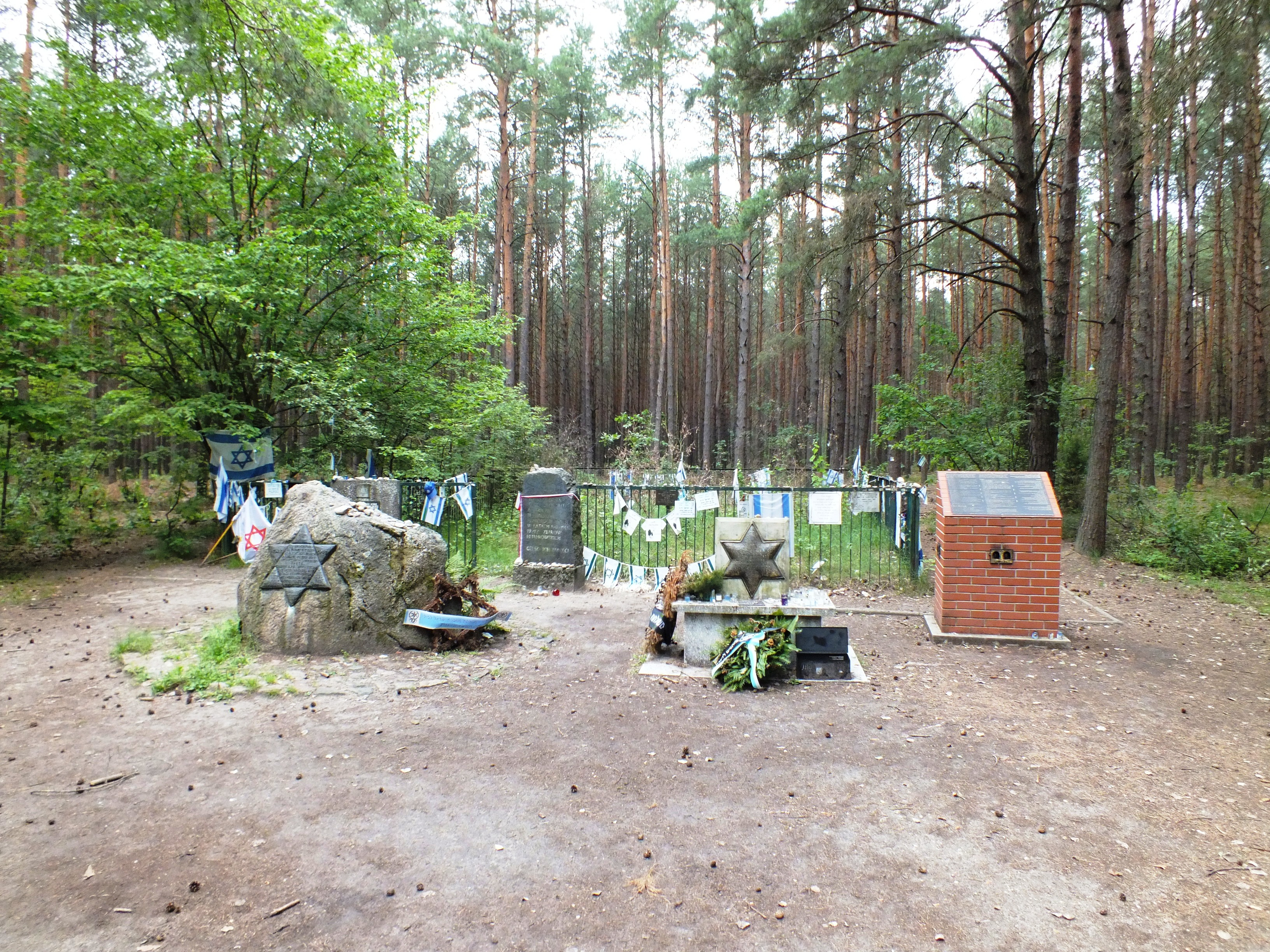
Massengrab und Denkmäler zum Gedenken an das Massaker im Wald bei Łopuchowo

Am Morgen des 24. August kündigten die Deutschen an, dass sich Juden am nächsten Tag auf dem Stadtplatz melden sollten. Damals lebten ungefähr 1400 Juden in Tykocin. Am 25. August wurden die Juden mit Hilfe der polnischen Polizei von den Deutschen auf dem Platz zusammengetrieben. Um die Menge zu beruhigen, sagten die Deutschen den Juden, dass sie in das Ghetto Bialystok gebracht würden. Die Männer wurden in ein nahe gelegenes Dorf und von dort mit Lastwagen zu Gruben im Wald von Łopuchowo gekarrt, die von örtlich ansässigen Bauern zuvor ausgehoben worden waren. Die Gruben waren etwa fünf Meter tief. Die Menschen wurden teils erschossen, teils lebend in die Gruben geworfen. Die alten, gebrechlichen und übrigen Menschen, die am 25. August nicht erschienen waren, insgesamt etwa 700, wurden am 26. August an die Grube gefahren und erschossen. Die polnischen Bauern wurden gezwungen, die Gruben wieder zuzuschütten. Man erzählte ihnen, dass es sich um ein Grab gefallener Soldaten handeln würde, denn die Aktion sollte geheim gehalten werden. In einer westdeutschen Untersuchung identifizierte ein jüdischer Zeuge den SS-Obersturmführer Hermann Schaper, der das SS-Einsatzkommando befehligte.
In der Folge wurde der jüdische Friedhof in Tykocin völlig zerstört.
Ungefähr 150 Juden konnten vor der Vernichtung der Gemeinde aus Tykocin fliehen, aber die meisten von ihnen wurden von polnischen Bauern gefangen genommen und den Deutschen übergeben, die sie ermordeten. Das Schicksal der Flüchtlinge, die es nach Białystok schafften, war das gleiche wie das der Białystok-Juden, als das Ghetto dort liquidiert wurde. Nur siebzehn der Juden von Tykocin überlebten die Shoah.
Am Ort des Massakers im Wald befinden sich heute vier Denkmäler. Das erste, ein polnisches Denkmal aus kommunistischer Zeit, enthält keinen Hinweis auf Juden. Das zweite und dritte wurde von amerikanischen Juden errichtet. Das vierte hat die Form eines Davidsterns und ist auf Hebräisch beschriftet.